# Betrokkenen bij de verzekeringsovereenkomst in Nederland
In Nederland zijn bij een verzekeringsovereenkomst vier verschillende partijen betrokken. Naast de verzekeraar zijn dit de verzekerde, verzekeringnemer en uitkeringsgerechtigde (ook wel begunstigde genoemd). De verzekerde, verzekeringnemer en uitkeringsgerechtigde kunnen dezelfde persoon (of rechtspersoon) zijn. Het Burgerlijk Wetboek omschrijft de rechten en plichten van de betrokkenen.

## Verzekeraar
De verzekeraar is degene die de verzekering aangaat met de verzekeringnemer. De verzekeraar verbindt zich tot het doen van één of meer uitkeringen indien een bepaalde onzekerheid zich voordoet.

## Verzekeringnemer
De verzekeringnemer is de wederpartij van de verzekeraar bij het afsluiten van een verzekering. De belangrijkste verplichting in Nederland is de mededelingsplicht: de verzekeringnemer is bij het afsluiten van een verzekering verplicht alle gestelde vragen naar waarheid te beantwoorden. Daarnaast is de verzekeringnemer in Nederland bij schadeverzekeringen verplicht premie te betalen.

## Verzekerde
De verzekerde is diegene wiens belang of lijf is verzekerd. In Nederland komt de verzekerde in twee hoedanigheden voor: bij een schadeverzekering en bij een sommenverzekering. Een verzekerde bij een schadeverzekering is degene waarvoor geldt dat door hem geleden gedekte schade recht geeft op schadevergoeding. Bij een sommenverzekering is de verzekerde degene op wiens leven of gezondheid de verzekering betrekking heeft.

## Uitkeringsgerechtigde
De uitkeringsgerechtigde of begunstigde is degene die, in geval van verwezenlijking van het verzekerde risico, recht heeft op uitkering.